# Yangzhou
Yangzhou (chinês simplificado: 扬州; chinês tradicional: 扬州;  pinyin: Yangzhou), é uma cidade central na província de Jiangsu, na República Popular da China. Situada na margem norte do rio Yangtze, faz fronteira com a capital da província de Nanjing para o sudoeste, Huai'an para o norte, Yancheng para o nordeste, Taizhou para o leste, e Zhenjiang do outro lado do rio para o sul. Sua população é de 4 460 000 e sua superfície é de 6 678 quilômetros quadrados.

## História
O primeiro assentamento na área de Yangzhou, chamado Guangling (广陵, Kuang-Ling), foi fundada no Período das Primaveras e Outonos. Depois da derrota de Yue pelo rei de Wu Fuchai, uma cidade guarnição foi construída 12 metros acima do nível da água na margem norte do rio Yangtze c. 485 aC. Esta cidade na forma de um quadrado 3 × 3 lis foi chamada Hancheng. O recém-criado canal Han formava um fosso em torno dos lados sul e leste da cidade. O objetivo do Hancheng Suzhou era proteger da invasão naval do Qi. Em 590 dC, a cidade começou a ser chamada de Yangzhou, que era o nome tradicional do que foi, então, toda a parte sudeste da China.
Sob o segundo imperador Yangdi (604-617) da dinastia Sui (581-617), foi a capital do sul da China e pediu Jiangdu após a conclusão do Jinghang (Grande) Canal até a queda da dinastia. Foi um dos principais centros económicos e culturais, o maior porto de comércio exterior desde a Dinastia Tang (618-907). Lá, viveram muitos comerciantes árabes e persas, mas eles foram massacrados em 760 dC durante a Rebelião de An Lushuan (Perkins).
A cidade, ainda conhecida como Guangling, foi rapidamente transformada em capital do Reino Wu durante o Período das Cinco Dinastias e dos Dez Reinos.
Em 1280 AD, Yangzhou foi o local de uma explosão de pólvora enorme quando a loja de bombas do arsenal Weiyang pegou fogo acidentalmente. Esta explosão matou mais de uma centena de guardas, lançou escombros dos edifícios para o ar e aterrou 10 lis de distância do local da explosão, e pôde ser sentida 100 lis de distância através das telhas balançando.
Marco Polo serviu sob o imperador mongol Kublai Khan, no período em torno de 1282-1287 (para 1285, de acordo com Perkins). Embora algumas versões das memórias de Polo digam que ele era o governador de Yangzhou, é mais provável que ele fosse um funcionário da indústria do sal. A descoberta da tumba de 1342 de Katarina Vilioni, membro de uma família italiana de negociação em Yangzhou, sugere a existência de uma próspera comunidade italiana na cidade no século XIV.
Durante a Dinastia Ming (1368-1644) - e, de fato, até o século XIX - Yangzhou atuou como um importante centro de comércio de troca de sal (uma commodity regulamentada), arroz e seda. O Ming são os principais responsáveis pela construção da cidade como ela está agora e das muralhas em seu entorno, com nove quilômetros de extensão.
Depois da queda de Pequim e norte da China para os Manchus em 1644, Yangzhou permaneceu sob o controle do governo de curta duração dos legalistas Ming do chamado imperador Hongguang, com sede em Nanjing. As forças Qing, lideradas pelo príncipe Dodo, chegaram a Yangzhou, na primavera de 1645, e apesar dos esforços heroicos de seu principal defensor, Shi Kefa, a cidade caiu em 20 de maio de 1645, depois de um breve cerco. Um massacre de dez dias seguidos, em que, como é tradicionalmente alegado, 800 000 pessoas morreram. O próprio Shi Kefa foi morto pelos Manchus depois que ele se recusou a mudar sua lealdade ao regime Qing.
O motim Yangzhou, em 1868, foi um momento crucial das relações anglo-chinesas durante o final da dinastia Qing que quase levou à guerra. A crise foi fomentada pela nobreza da cidade, que se opôs à presença de missionários cristãos estrangeiros lá. O motim que resultou foi uma multidão enfurecida estimada em oito a dez mil que assaltou as instalações do British China Inland Mission em Yangzhou com saques, queimando e atacando os missionários liderados por Hudson Taylor. Ninguém foi morto, porém vários dos missionários foram feridos e forçados a fugir para salvar suas vidas. Como resultado do relatório do motim, o cônsul britânico em Xangai, sir Walter Henry Medhurst, colocou setenta Royal Marines em um navio a vapor acima do Yangtze para Nanjing em uma exibição polêmica de força, o que levou a um pedido de desculpas oficial do vice-rei Zeng Guofan e restituição financeira feita aos missionários feridos.
Desde a época da Rebelião Taiping (1853) até o fim da Revolução comunista chinesa (1949), Yangzhou estava em declínio, devido aos danos da guerra e à negligência do Canal Jinghang. Seu status como o principal centro econômico da China diminuiu rapidamente, para se tornar uma cidade de pouca importância. Com o canal agora parcialmente restaurado, Yangzhou é novamente um importante centro de transporte de mercadorias. Tem também alguma produção industrial, principalmente nas culturas de algodão e têxteis. Em 2004, uma estrada de ferro ligou Yangzhou pela primeira vez com Nanjing.

## Clima
Clima de monção. Clima subtropical úmido, com vento variável; invernos com cerca de 4 meses, 3 meses de verões. Outonos de dois meses. Período de ausência de geadas de 222 dias e média anual de sol de 2 177 horas. Temperatura média: 15 °C por ano, em julho o mais quente de 27,6 °C e o mais frio em Janeiro de 1,7 °C, temperatura máxima de 39,8 °C e mínima -19 °C
A precipitação média anual é de 1 030 milímetros, e cerca de 45 por cento da precipitação está concentrada no verão. A estação chuvosa conhecido como "estação das chuvas de ameixa" normalmente dura de meados de Junho até final de julho. Durante esta época, as ameixas estão amadurecendo, por isso dado o nome de chuva das ameixas.

## Porto
Porto Yangzhou se tornou um porto global, que integra passageiros, carga, transporte de contêineres do porto e do comércio, e se tornou o principal centro de distribuição do norte da província de Jiangsu, leste e sudeste da Província de Anhui e Província de Shandong. Há várias dezenas de categorias de mercadorias, incluindo ferro e aço, madeira, minerais, carvão, grãos, algodão, recipiente, produtos da indústria leve e as máquinas. As rotas de passageiros chegam a Nanjing, Wuhu, Jiujiang, Huangshi e Wuhan, no oeste, e Nantong e Xangai, no leste. Alguns navios de luxo bem conhecidos internacionalmente também ancoram aqui. O porto tem promovido grandemente o desenvolvimento das exportações e da economia global local.

## Culinária
Os pratos de Yangzhou são a razão pela qual o povo ama tanto sua cidade. Eles têm uma cor atraente, aroma, sabor e aparência também. A cor original de cada ingrediente é preservado após o cozimento,de forma a manter o sabor doce dos alimentos.
Em Yangzhou, todos os pratos, baratos ou caros, são elaborados. Os cozinheiros não vão cercear sobre o seu trabalho, mesmo com Zhugansi (feijão cozido fatiado coalhada seca), um prato popular que custa apenas uns poucos yuan. Feijão coalhada seca é feita por cada um restaurante que serve, então o sabor é garantido. O cozinheiro fatias de requeijão 1 cm de espessura em 30 fragmentos, cada um papel fino, mas nenhum partido, e, em seguida, os ensopados de horas com brotos de bambu picado e casca de camarão em caldo de galinha. Desta forma, o feijão pedaços coalhada pode absorver o sabor dos outros ingredientes, e a sopa é clara, mas saborosa. Não são só os cozinheiros de Yangzhou, mas também as pessoas comuns que têm consciência sobre culinária.

## Cultura
Yangzhou é representado por seu dialeto Jiang Huai.
Durante um período de prosperidade e de favor Imperial, a arte de contar histórias e pintura floresceu em Yangzhou. O inovador pintor-calígrafo Shitao viveu em Yangzhou, durante os anos de 1680 e novamente de 1697 até sua morte em 1707. Um grupo de pintores chamado Oito Excêntricos de Yangzhou são famosos em toda a China.
O ex-presidente da China Jiang Zemin nasceu e cresceu em Yangzhou. Sua escola média situa-se em frente ao escritório do notário público em Yangzhou.
Yangzhou é famosa pela suas esculturas em jade.
O poeta Li Bai (c.700-762) escreveu:
```
   No Pavilhão Amarelo garça no oeste
   Meu velho amigo diz adeus;
   Na névoa e flores da primavera
   Ele desce para Yangzhou;
   sombra solitária vela, distante,
   Desaparece no vazio azul;
   Tudo o que vejo é o rio grande
   Fluindo em direção ao horizonte distante.
```

Alguns dos mais criativos da China e visualmente interessantes pratos vêm da escola de culinária chamada Yangzhou Huaiyang (também conhecida como a escola Weiyang). Junto com as cozinhas de Sichuan, Cantão e Shandong, a cozinha Huaiyang (淮扬菜) é um patrimônio distinto e magistral, de que os moradores são muito orgulhosos.
A cidade é famosa pelas suas casas de banho públicas, laca, jade, bordado, corte de papel, arte e artesanato de veludo.
A cidade foi premiada Habitat Scroll of Honour em 2006.
Yangzhou é também muito famosa pela sua indústria de brinquedos (especialmente animais empalhados). Muitos turistas de cidades vizinhas visitam a cidade em busca de seus brinquedos de boa qualidade e baixo preço.
Vale ressaltar que a cidade também é famosa por uma arte popular antiga chamada "contação de histórias Yangzhou" (扬州 评 话), que é como Xiangsheng - a tradicional comédia chinesa. Criou-se durante a Dinastia Ming. Na performance, o artista conta uma história interessante para o público, usando o dialeto Yangzhou. Essas histórias foram editadas por artistas, para que eles soassem muito comoventes e engraçados. O mais conhecido artista de histórias Yangzhou foi Shaotang Wang. Seus trabalhos mais famosos são os 10 capítulos de Wu (武 Song 十 回), os 10 capítulos de Song Jiang (宋 十 回), os 10 capítulos da Lu Junyi (卢 十 回), e os 10 capítulos do Shi Xiu (石十 回).